# Spoorlijn Brétigny - La Membrolle-sur-Choisille
De spoorlijn Brétigny - La Membrolle-sur-Choisille is een Franse spoorlijn van Brétigny-sur-Orge naar La Membrolle-sur-Choisille. De lijn is 202,5 km lang en heeft als lijnnummer 550 000.

## Geschiedenis
De lijn werd in gedeeltes geopend door de Compagnie du chemin de fer de Paris à Orléans. Tussen Brétigny en Vendôme op 28 december 1865 en tussen Vendôme en La Membrolle-sur-Choisille op 5 augustus 1867.

## Treindiensten
De SNCF verzorgt het personenvervoer op dit traject met TER treinen.
| Serie | Treinsoort | Route                      | Bijzonderheden |
| ----- | ---------- | -------------------------- | -------------- |
| P 10  | TER (SNCF) | Paris-Austerlitz – Vendôme |                |
| P 33  | TER (SNCF) | Chartres – Tours           |                |

### Réseau express régional
Op het traject rijdt het Réseau express régional de volgende routes:
| Serie | Treinsoort | Route | Bijzonderheden |
| ----- | ---------- | --- | -------------- |
| RER C | RER (SNCF) | [ Pontoise – Montigny - Beauchamp – Porte de Clichy – ] / [ [ Saint-Quentin-en-Yvelines - Montigny-le-Bretonneux – Versailles-Chantiers – ] / [ Versailles-Château-Rive-Gauche – ] Chaville - Vélizy – Pont du Garigliano – ] Pont de l'Alma – Invalides – Musée d'Orsay – Paris-Austerlitz – Bibliothèque François Mitterrand – [ [ Pont-de-Rungis - Aéroport d'Orly – Massy - Verrières – ] / [ Juvisy – ] Massy-Palaiseau – Versailles-Chantiers – Saint-Quentin-en-Yvelines - Montigny-le-Bretonneux ] ] / [ Juvisy – Brétigny – [ Étampes – Saint-Martin-d'Étampes ] / [ Dourdan – Dourdan - La Forêt ] ] |                |

## Aansluitingen
In de volgende plaatsen is of was er een aansluiting op de volgende spoorlijnen:
Brétigny
RFN 570 000, spoorlijn tussen Paris-Austerlitz en Bordeaux-Saint-Jean
RFN 570 316, raccordement circulaire van Brétigny
Arpajon
lijn tussen Arpajon en Étampes
Auneau-Embranchement
RFN 431 302, raccordement van Auneau
RFN 549 000, spoorlijn tussen Étampes en Auneau-Embranchement
RFN 555 000, spoorlijn tussen Beaulieu-le-Coudray en Auneau-Embranchement
Voves
RFN 556 000, spoorlijn tussen Chartres en Orléans
RFN 557 000, spoorlijn tussen Voves en Toury
Châteaudun
RFN 558 000, spoorlijn tussen Courtalain-Saint-Pellerin en Patay
Vendôme
RFN 559 000, spoorlijn tussen Pont-de-Braye en Blois
Saint-Amand de Vendôme
RFN 431 310, raccordement van Saint-Amand-Longpré
Château-Renault
RFN 560 000, spoorlijn tussen Sargé-sur-Braye en Vouvray
La Membrolle-sur-Choisille
RFN 561 000, spoorlijn tussen Tours en Le Mans

## Elektrische tractie
De lijn werd tussen Brétigny en Dourdan-la-Forêt in 1924 geëlektrificeerd met een gelijkspanning van 1500 volt. 